# Proteína de replicación A

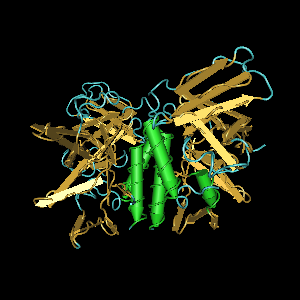
Diagrama de cintas que representa la estructura cristalográfica del heterodímero formado por las subunidades RPA32 y RPA14 de la proteína de replicación A.

La proteína de replicación A (RPA, por sus siglas en inglés: Replication protein A) es un complejo proteico que se une al ADN, especialmente de hebra sencilla. Está implicada en muchos procesos metabólicos en eucariotas, en especial la replicación del ADN, su reparación y la recombinación genética. Al unirse al ADN durante la replicación evita que se pliegue sobre sí mismo para formar estructuras secundarias. Esto mantiene el ADN desenrollado para que la polimerasa pueda realizar su tarea.
También puede unirse a ADN de cadena doble, aunque con mucha menor afinidad. Se compone de tres subunidades:
- RPA70, por su peso molecular, 70 kDa.
- RPA32, de 32 kDa.
- RPA14, de 14 kDa. Esta última es la que se sitúa en la zona de unión con el ADN.

Una proteína descubierta recientemente, la hRIP (human RPA interacting protein) es la encargada en el ser humano de transportar este complejo del citoplasma al núcleo celular y a la inversa.
El proceso de replicación de ADN es el mecanismo que permite al ADN duplicarse (es decir, sintetizar una copia idéntica). De esta manera de una molécula de ADN única, se obtienen dos o más "clones" de la primera. Esta duplicación del material genético se produce de acuerdo con un mecanismo semiconservativo, lo que indica que las dos cadenas complementarias del ADN original, al separarse, sirven de molde cada una para la síntesis de una nueva cadena complementaria de la cadena molde, de forma que cada nueva doble hélice contiene una de las cadenas del ADN original. Gracias a la complementación entre las bases que forman la secuencia de cada una de las cadenas, el ADN tiene la importante propiedad de reproducirse idénticamente, lo que permite que la información genética se transmita de una célula madre a las células hijas y es la base de la herencia del material genético.